# Robin Jäätma
Robin Jäätma (5 de marzo de 2001) es un deportista estonio que compite en tiro con arco, en la modalidad de arco compuesto.
Ganó una medalla en el Campeonato Mundial de Tiro con Arco al Aire Libre de 2021 y tres medallas en el Campeonato Europeo de Tiro con Arco al Aire Libre, en los años 2021 y 2022. En los Juegos Europeos de Cracovia 2023 consiguió una medalla de oro.

## Palmarés internacional
| Campeonato Mundial al Aire Libre | Campeonato Mundial al Aire Libre | Campeonato Mundial al Aire Libre | Campeonato Mundial al Aire Libre |
| Año                              | Lugar                            | Medalla                          | Prueba                           |
| -------------------------------- | -------------------------------- | -------------------------------- | -------------------------------- |
| 2021                             | Yankton (Estados Unidos)         | Medalla de bronce                | Individual                       |
| Juegos Europeos                  |                                  |                                  |                                  |
| Año                              | Lugar                            | Medalla                          | Prueba                           |
| 2023                             | Cracovia (Polonia)               | Medalla de oro                   | Equipo mixto                     |
| Campeonato Europeo al Aire Libre |                                  |                                  |                                  |
| Año                              | Lugar                            | Medalla                          | Prueba                           |
| 2021                             | Antalya (Turquía)                | Medalla de plata                 | Equipo mixto                     |
| 2022                             | Múnich (Alemania)                | Medalla de plata                 | Equipo mixto                     |
| 2022                             | Múnich (Alemania)                | Medalla de bronce                | Individual                       |